# Egipt na Mistrzostwach Świata w Lekkoatletyce 2015
Egipt na Mistrzostwach Świata w Lekkoatletyce 2015 – reprezentacja Egiptu podczas Mistrzostw Świata w Pekinie liczyła 3 mężczyzn.

## Występy reprezentantów Egiptu
| Konkurencja    | Zawodnik                     | Eliminacje | Eliminacje | Finał      | Finał   |
| Konkurencja    | Zawodnik                     | Rezultat   | Pozycja    | Rezultat   | Pozycja |
| -------------- | ---------------------------- | ---------- | ---------- | ---------- | ------- |
| Pchnięcie kulą | Mostafa Amr Hassan           | 19,65      | 18.        | NQ         | NQ      |
| Rzut młotem    | Mostafa Hicham Al-Gamal      | 75,48      | 8. q       | 76,81      | 7.      |
| Rzut oszczepem | Ihab Abd ar-Rahman as-Sajjid | 82,85      | 8. q       | 88,99 (SB) | srebro  |